# Ptychobothriidae
Ptychobothriidae är en familj av plattmaskar. Ptychobothriidae ingår i ordningen Eucestoda, klassen Neodermata, fylumet plattmaskar och riket djur.